# دیپشیکها ناگپال
دیپشیکها ناگپال (به انگلیسی: Deepshikha Nagpal) (زاده ۲۷ ژانویه ۱۹۷۷) بازیگر هندی است.
از فیلم‌هایی که وی در آن نقش داشته است می‌توان به شریک، فقط تو، دل‌باخته، عشق واقعی و شوهر دست دوم اشاره کرد.